# 엔젤 하트 (영화)
《엔젤 하트》(Angel Heart)는 미국에서 제작된 앨런 파커 감독의 1987년 공포, 드라마 영화이다. 미키 루크 등이 주연으로 출연하였고 앨런 마샬 등이 제작에 참여하였다.

## 출연

### 주연
- 미키 루크

### 조연
- 리사 보넷
- 샬롯 램플링

## 기타
- 미술: 브라이언 모리스
- 배역: 리자 브라몬 가르시아
- 배역: 빌리 홉킨스